# Puerta de Toledo (Madrid)
La puerta de Toledo era una de las puertas de acceso a la ciudad de Madrid. Existieron con anterioridad otras tres puertas denominadas de Toledo en las cercanías, la actual data del primer tercio del siglo xix y fue diseñada por el arquitecto español Antonio Aguado, que se encuentra ubicada en la mitad de la Glorieta de la Puerta de Toledo haciendo de rotonda. Fue erigida a modo de arco triunfal en honor del rey Fernando VII como conmemoración de la guerra de la independencia española tras la ocupación francesa.
Fue la última puerta monumental erigida en el antiguo recinto de Madrid. Se construyó en el periodo que va desde los años 1813 y 1827, y fue restaurada por el Ayuntamiento de Madrid en 1995. Por su ubicación en la ciudad daba acceso desde el centro de la ciudad mediante la calle de Toledo a los caminos del sur de Madrid (Camino Real de Andalucía), tras cruzar el cauce del río Manzanares mediante el puente de Toledo y los Carabancheles. 

## Historia

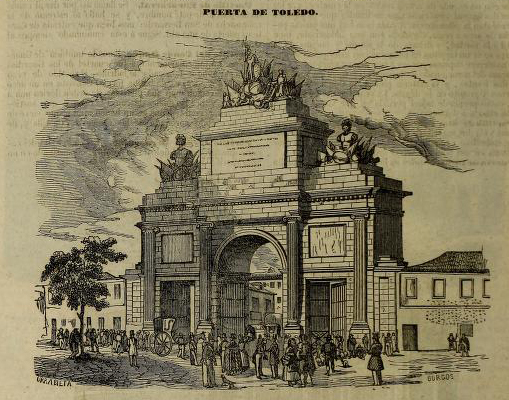
Vista de la puerta en el tomo X del Diccionario geográfico-estadístico-histórico de España y sus posesiones de Ultramar de Pascual Madoz, publicado en 1850, dibujo de Urrabieta y grabado de Burgos.

El Madrid medieval era una ciudad amurallada con accesos controlados a la misma. Estos accesos se denominaban Puertas. A medida que la ciudad fue creciendo en tamaño, la muralla quedaba inmersa en la población y las nuevas puertas se iban trasladando. Las diversas puertas de Toledo se fueron colocando a lo largo del eje marcado por la calle de Toledo.  

### Las primitivas puertas de Toledo
Ya en la primitiva cerca de la ciudad construida en el siglo XV existió una puerta de acceso denominada de Toledo (ubicada en las cercanías del Hospital de la Latina), de donde partía el camino que iba a la vecina ciudad Toledo. Esta primera Puerta de Toledo se encontraba situada en la confluencia de la calle de Toledo y la de Santa Ana. Esta puerta está rodeada de una muralla que se prolongaba hasta Embajadores, cruzaba Lavapiés y corría, vía Magdalena, hasta la plaza de Antón Martín (lugar donde se encontraba la Puerta de Antón Martín). En 1625, al construirse la cerca de Felipe IV, se levantó una segunda puerta, situada algo más cerca del centro de la ciudad que la actual, en la calle de Toledo. Se encontraba situada cerca del Casa-Matadero y por ella circulaban numerosas reses dedicadas al sacrificio y destinadas finalmente al abasto de carne (ubicados en un cerro denominado Rastro). En los aledaños de la Puerta se instalaron industrias de curtido de pieles y marroquinería. El material de esta Puerta era de ladrillo, como aparece representada en el plano de Texeira.

### El periodo napoleónico

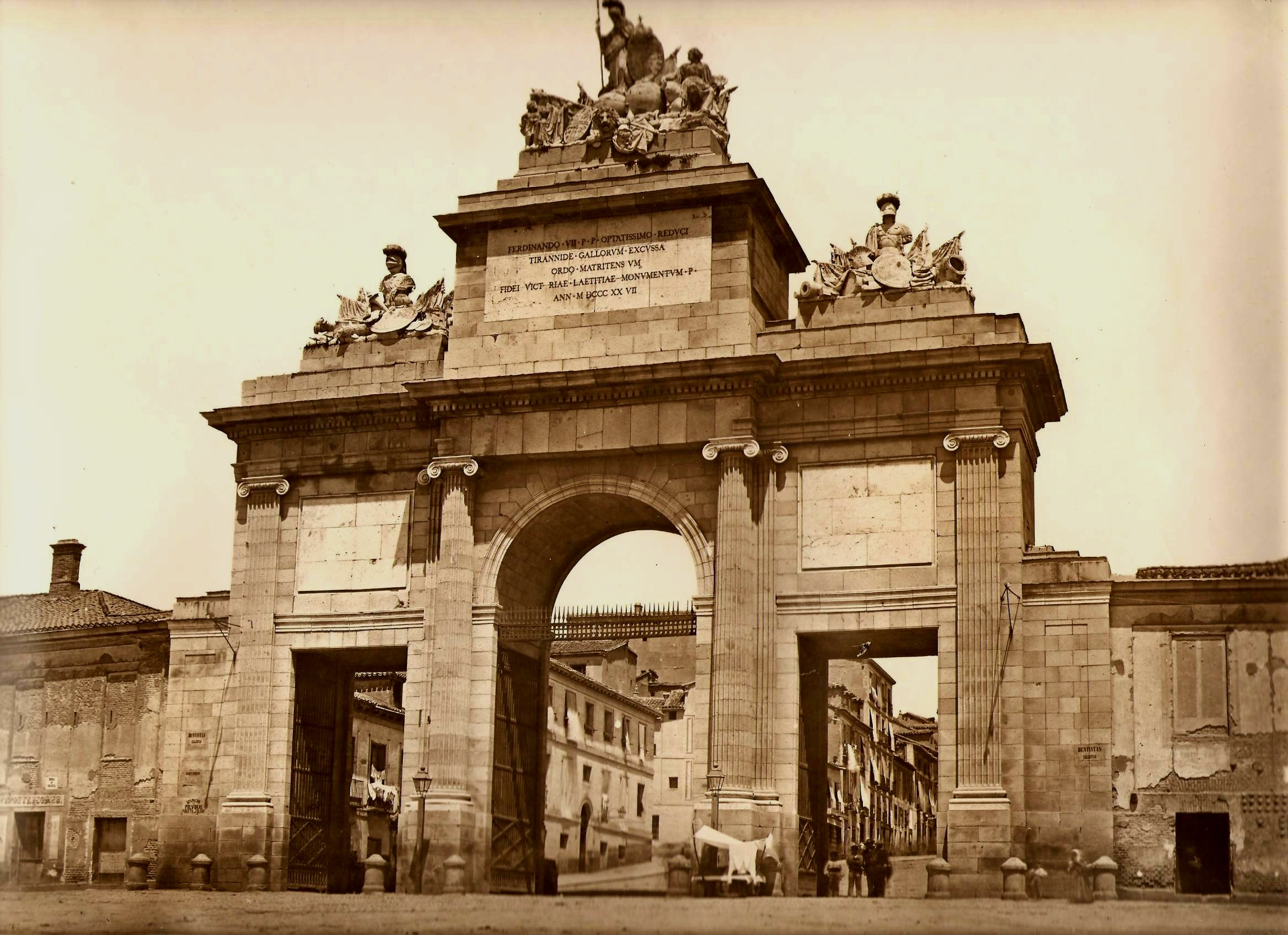
Fotografía de J. Laurent de la Puerta de Toledo en 1865. Se observa a sus costados la cerca que aún circundaba Madrid en aquella época.

Los primeros proyectos de construcción de la puerta actual se remontan a la época de ocupación napoleónica, durante el periodo de José Bonaparte, cuando se ordenó su diseño para adecentar la entrada a Madrid por el antiguo camino real de Andalucía. Este primer proyecto no llegaría a ejecutarse puesto que, tras la expulsión de José Bonaparte, las autoridades municipales encargaron un nuevo diseño al arquitecto Antonio López Aguado, que proyectó la puerta como un arco triunfal dedicado al restaurado Fernando VII. Tras el derribo de la vieja Puerta de toledo, la nueva puerta fue trasladada a su emplazamiento actual en el año 1813, año en el que comenzó la construcción de la actual puerta de Toledo que se terminó en 1827. Debajo de ella se enterró, en forma de cápsula del tiempo, un cofre con diversas monedas de la época, guías de Madrid, calendarios y constituciones del gobierno de José I. Años más tarde, con la marcha de José I el Ayuntamiento de Madrid desenterró la cápsula del tiempo y cambió alguno de los contenidos colocando la Constitución de 1812 y algunas medallas de Fernando VII. Cuando este rey abolió la citada constitución mandó desenterrar el texto constitucional. Reemplazándola por el Diario Madrid de la época, la Guía de Forasteros, y el Sarrabal de Milán (una especie de almanaque). A finales del siglo XIX se fueron trasladando las celebraciones de ejecuciones públicas desde la Plaza de la Cebada a las afueras de la ciudad, siendo el lugar elegido la Puerta de Toledo.

### Ensanche de Madrid
Ya en el siglo XIX, se prohibió el acceso de animales al recinto de la ciudad que no fuese por la Puerta de Toledo. Esta situación hizo que la calle de Toledo y su puerta fuesen el de mayor tránsito de ganado de Madrid. Esta situación cambió por completo cuando a comienzos del siglo XX se creó el Matadero de Legazpi. Tras los estudios presentados en 1868 sobre el Ensanche de Madrid por Carlos María de Castro, la Puerta de Toledo quedaba ya inserta en la ciudad desapareciendo definitivamente su carácter de Puerta de acceso a la ciudad. Parte de las instalaciones de la antigua Casa-Matadero, al ser trasladadas al Matadero de Legazpi se convierte en Mercado Central del Pescado. Se instala en 1848 la Fábrica de Gas (conocida popularmente como el Gasómetro) en sus cercanías.

### Actualidad
En la actualidad la Puerta de Toledo es considerada un monumento de la ciudad. Las restauraciones realizadas por el Ayuntamiento de Madrid en 1995 permiten que recobre parte del aspecto original. No obstante, la pérdida de protagonismo que ha ido sufriendo la calle de Toledo a lo largo del siglo XX, y la disminución de tráfico rodado a lo largo del eje Ronda de Toledo - Bailén, han ido dejando la puerta como monumento visitable. La ubicación del Mercado Puerta de Toledo y de la cercanía del actual Rastro de Madrid le convierten en un signo distintivo de la ciudad de Madrid.

## Descripción
En la actualidad se encuentra situada en medio de una glorieta y rodeada por un espacio ajardinado, por lo que no existe paso de personas o vehículos a través de ella. La construcción de un túnel subterráneo bajo la puerta ha originado que el terreno donde se asienta haya cedido ligeramente y que el arco central esté deformado, aunque de manera apenas perceptible.
Está conformada su estructura con bloques de granito y los elementos decorativos con piedra caliza berroqueña. Algunos autores la definen como una puerta 'pesada' en comparación con la de Alcalá. Algunas canciones satíricas mencionan este aspecto:

Un Elefante de piedra 

cebado con adoquines

De estilo neoclásico se encuentra compuesta por un arco central de medio punto y dos puertas adinteladas en sus laterales. La decoración consiste en medias columnas estriadas de orden jónico, a los lados del arco central, y pilastras del mismo estilo enmarcando los laterales. 

### Decoraciones
Se encuentra coronada por un grupo escultórico en piedra diseñado por José Ginés y esculpido por Ramón Barba y Valeriano Salvatierra. En la fachada norte aparece, sostenido por dos niños, el escudo de armas de Madrid. Sobre las puertas laterales descansan trofeos militares que miran al sur.
|                                            |
| Alegoría de España y Provincias (Exterior) |

|                                |
| Escudo de la ciudad (Interior) |

En la fachada que mira al sur (exterior) se representa una alegoría de España colocada en el centro y soporta un escudo colocado sobre dos hemisferios. La alegoría se encuentra recibiendo a un genio de las provincias, personificadas por una matrona colocada á la derecha de España. Para pasarle a las artes que están a la izquierda, por otra matrona representada con los atributos de ellas.
|                                     |
| Trofeos decorativos de la izquierda |

|                                   |
| Trofeos decorativos de la derecha |

Los trofeos militares que miran al sur, aparecen en diferentes disposiciones. Algunos de ellos recuerdan a los que ya posee la Puerta de Alcalá diseñada anteriormente por Sabatini. Entre los trofeos destacan los estandartes, los penachos y armamento diverso (morteros y proyectiles apilados).

### Inscripciones
Al finalizarse la construcción de la actual Puerta de Toledo a comienzos del siglo XIX se elaboraron las inscripciones. Parte de ellas fueron arrancadas en la revolución de 1854, quedando sólo la fecha de inauguración. En la actualidad, tras su restauración figura de nuevo la inscripción completa. Sobre la puerta principal, en el friso situado bajo el principal grupo escultórico, se contempla una inscripción en latín, cuya traducción es: 

A Fernando VII, el Deseado, padre de la Patria, restituido a sus pueblos, exterminada la usurpación francesa, 
 
el Ayuntamiento de Madrid consagra este monumento de fidelidad, de triunfo y de alegría, Año MDCCCXXVII.